# Omocrates canaliculatus
Omocrates canaliculatus är en skalbaggsart som beskrevs av Blanchard 1850. Omocrates canaliculatus ingår i släktet Omocrates och familjen Melolonthidae. Inga underarter finns listade i Catalogue of Life.